# ۹۳۰ (میلادی)
930 میلادی، نهصد وسی‌امین سال در تقویم گریگوری است.

## زادگان
- یعقوب ابن کلس، وزیر مصری فاطمیان و یهودی که مسلمان شد.

## درگذشتگان
- شروین دوم، پادشاه سلسله باوندیان ِطبرستان کشته شد.